# الکسی نیکولایویچ
الکسی نیکولایویچ (روسی: Алексе́й Никола́евич؛ ۱۲ اوت ۱۹۰۴ – ۱۷ ژوئیهٔ ۱۹۱۸) از دودمان رومانوف آخرین تزار زاده و وارث ظاهری تاج و تخت امپراتوری روسیه بود. او کوچکترین فرزند و تنها فرزند پسر امپراتور نیکلای دوم و همسر او آلکساندرا فیودوروفنا بود. وی هنگام تولد هموفیلی داشت 
پس از انقلاب فوریه ۱۹۱۷، او و خانواده‌اش به تبعید داخلی در توبولسک، سیبری فرستاده شدند. به زودی پس از انقلاب اکتبر و به قدرت رسیدن بلشویکها، در طی جنگ داخلی روسیه او به همراه پدر و مادرش، چهار خواهر و سه مستخدم به دستور دولت بلشویکها اعدام شدند، هرچند شایعاتی مبنی بر زنده ماندن وی تا کشف ۲۰۰۷ و کشف یکی از خواهرانش همچنان ادامه داشت. در ۱۷ ژوئیه سال ۱۹۹۸، در هشتادمین سالگرد اعدام او و والدین و سه خواهرش به همراه مستخدمان وفادارشان به‌طور رسمی در کلیسای جامع سنت پیتر و پُل مدح شدند. الکسی و خواهرش ماریا هنوز دفن نشده‌اند. این خانواده در سال ۲۰۰۰ توسط کلیسای ارتدکس روسی در زمره قدیسان شمرده شدند.
از او گاهی به عنوان «آلکسی دوم» یاد می‌شود، زیرا آنها کناره‌گیری پدر او نیکلای دوم را به نفع عمویش گراند دوک مایکل قانونی تشخیص نمی‌دهند. با این وجود، مشروعیت این سمت را نیز به رسمیت نمی‌شناسند، چرا که مطابق قانون، توسط سنای امپراتوری منتشر نشده‌است.